# Escudo de la Comunidad de Madrid
El escudo de la Comunidad de Madrid aparece regulado en el artículo 2 de la Ley 2/1983, de 23 de diciembre, que describe la bandera, escudo e himno de la Comunidad de Madrid, donde se blasona de la siguiente forma:

"(...) de un solo cuartel de gules y en él, de oro, dos castillos pareados, almenados, donjonados, aclarados de azur y mampostados de sable, surmontados en el jefe por siete estrellas de plata, colocadas cuatro y tres. Al timbre, corona real, cerrada, que es un círculo de oro engastado de piedras preciosas, compuesto de ocho florones de hojas de acanto, visibles cinco, interpoladas de perlas y de cuyas hojas salen sendas diademas sumadas de perlas, que convergen en un mundo de azur, con el semimeridiano y el ecuador de oro, sumado de cruz de oro. La corona, forrada de gules."

La definición del escudo fue llevada a cabo por el poeta Santiago Amón, con diseño de José María Cruz Novillo, por encargo del primer presidente de la Comunidad de Madrid, Joaquín Leguina.
Con anterioridad, la provincia de Madrid se había integrado en Castilla la Nueva, razón por la cual utilizaba históricamente los símbolos de Castilla y los de esta región.

## Significado
Los dos castillos representan la vinculación madrileña con Castilla y su posición en medio de "las dos Castillas". Las siete estrellas están tomadas del escudo de la villa de Madrid y hacen referencia a la constelación de la Osa Mayor.

Escudo de la provincia tal como aparecía en el Boletín Oficial de la Provincia de Madrid, hacia 1903.

En la Ley 2/1983, de 23 de diciembre, se expresa así su significado:

"(...) Los castillos de oro sobre gules del escudo escogen, recogen también, el más característico símbolo castellano. Las dos comunidades limítrofes los lucen como emblemas. El hecho de estar pareados simboliza la pretensión de la Comunidad de Madrid de ser lazo entre las dos Castillas, fundiendo el símbolo fundamental de una y otra, al tiempo que viene a proyectar su propia complexión extensiva hasta los límites precisos de las cinco provincias que la abrazan: Toledo, Guadalajara y Cuenca, pertenecientes a Castilla-La Mancha; Segovia y Ávila, integrantes de Castilla-León."

La corona representa la importancia que tiene la monarquía en la Comunidad de Madrid.
En la Ley 2/1983, de 23 de diciembre, explica de esta manera su significado:

"La corona real de España, como remate del escudo de la Comunidad, hunde su tradición en la historia madrileña –”fue ganada o merecida en Cortes”– y enlaza con el hecho de haber sido Madrid, por largo tiempo, sede de la Corona, quedando en el marco de la antigua provincia y actual Comunidad la espléndida huella histórico-arquitectónica de los "Reales Sitios". La nueva Autonomía tiene por capital la misma que es de la Nación al tiempo que residencia oficial del Rey, símbolo de la unidad y permanencia del Estado en su forma política de monarquía parlamentaria."

| |
| Versión oficial secundaria, conocida como heráldica, del escudo de armas, reservada casi exclusivamente para fines protocolarios e institucionales. |

| |
| Versión oficial principal, aunque simplificada, del escudo de armas, diseño de José María Cruz Novillo. |

| |
| Emblema oficial de la Comunidad de Madrid que, en la práctica, ha sustituido a la versión oficial simplificada del escudo como símbolo de la región. |

## Escudo de la antigua Diputación Provincial de Madrid

Antiguo escudo de la provincia de Madrid, hasta 1983.

La Diputación Provincial, órgano de gobierno de la región previo a la creación de la Comunidad de Madrid, dispuso de un escudo cuartelado, típico de las diputaciones provinciales, cuyos cuarteles se constituían de los blasones de los municipios capitales de los partidos judiciales en los que las provincias se dividen.
La provincia de Madrid tuvo dos escudos de este tipo. El primero, otorgado en 1872, se componía de los escudos municipales de Alcalá de Henares, Navalcarnero, San Lorenzo de El Escorial, Colmenar Viejo, Chinchón, San Martín de Valdeiglesias, Getafe, Torrelaguna y el antiguo escudo de Madrid.
Tras el reajuste de partidos judiciales hecho a mediados del siglo XX, el escudo pasó a componerse de cuarteles con los escudos de Alcalá de Henares, Navalcarnero, San Lorenzo de El Escorial,Collado Villalba, Colmenar Viejo, Aranjuez y el escudo simple y actual de Madrid. Este escudo estuvo vigente hasta el fin de la Diputación Provincial, en 1983.